# 疤痕
疤痕（scar，scar tissue）又称瘢痕，是皮膚损伤后取代正常皮肤的纤维组织，它是生物身体皮肤和其他组织的创面修复过程中的结果，属自然愈合过程的一部分。伤痕的含义较广，除了同义于疤痕，也包括任何生物体与非生物体受损害尚未修复或已修复的痕迹，或是人精神上的痛苦。
除了非常轻微的病变，每一个伤口（如意外事故，疾病或手术后）都会导致一定程度上的疤痕。一个例外是动物的再生，不形成疤痕，且组织会重新长成和以前一样。
瘢痕组织都是由一样的蛋白质（胶原蛋白）取代的，但纤维的组合方式是不同的。在纤维化的组织中，胶原纤维形成在单一方向上的对齐排列，而不是正常组织中随机形成的网篮状。因此瘢痕组织中的胶原纤维，功能质量通常较为低劣。例如，在皮肤上的疤痕较不耐受紫外线照射，并且没有汗腺和毛囊。

## 特征
疤痕肌肤呈现不平整的瘤状增生，使得皮肤看起来凹凸不平。同时也会发现扩张的毛细血管，质硬。

## 治疗方法
- 手术治疗：激光嫩肤、磨削术、冷冻、微创美容手术
- 药物治疗：曲尼司特

## 疤痕分类
凹陷性疤痕、凸起性疤痕、平复性疤痕、自发性瘢痕疙瘩、继发性瘢痕疙瘩

## 疤痕顏色
皮膚損傷後，傷口會從粉紅色逐漸轉為褐色，之後會轉為淡褐色，最終會形成白色疤痕。若傷口在皮膚上呈現白色疤痕，則屬疤痕穩定後的最終顏色。